# 自动酿酒综合症
自动酿酒综合征（英語：Auto-brewery syndrome），也被称为肠道发酵综合征（英語：gut fermentation syndrome），是一种在消化系统内通过内源性发酵产得酒精使人致醉的一种罕见的疾病。在许多的案例中记载有这种疾病。但大多数医生公然否认这种疾病，认为这种疾病是伪科学，因为微生物并不适合在肠道中发酵分解食物产生酒精。但据由美国传染病学会在2009年发布的《临床实践指南》中指出，念球菌是最常见的感染人类的真菌，可以涉及到任何器官。当人类免疫系统低下时，很多原本无害的细菌便会打破这种免疫稳态，甚至于产生全身各处感染。
这种内源性发酵的疾病已被司机用来作为酒驾的抗辩的理由。
据调查它不可能是导致嬰兒猝死症的元凶。

## 病因
该疾病可能是由于胃肠道中驻留了过多的酵母菌或者白色念珠菌，导致血液吸收了过高浓度的酒精（大于80毫克/分升）。但由于疾病缺乏普遍性，故无法完全下结论。

## 症状
该疾病由于胃肠道中的酵母菌等发酵所产生的酒精浓度过高会使人产生醉酒状态。但病人在此前并未曾有饮酒史。且肝脏要对生成的酒精进行代谢，若这种情况长期维持下去，患者很容易肝功能衰竭。

## 治疗
目前并无很好的治疗方案，饮食中尽量少食用单糖类物质（如淀粉及碳水化合物）可以减少此病的体征。但由于疾病缺乏普遍性，故无法完全下结论。

## 相关案例
2013年，在美国德克萨斯州帕诺拉县的一名61岁的男子因在家喝水无缘由地晕倒后送医院检查，在医院进行抽血检查后发现其酒精浓度超过醉驾的酒精值的5倍，但该男子否认曾饮酒。
后被医生认定与自动酿酒综合征有关。